# Triuris alata
Triuris alata là một loài thực vật có hoa trong họ Triuridaceae. Loài này được Brade miêu tả khoa học đầu tiên năm 1943.